# Вробель, Давид
Давид Вробель (нем. David Wrobel; род. 13 февраля 1991, Штутгарт) — немецкий легкоатлет, специалист по метанию диска. Выступает за сборную Германии по лёгкой атлетике с 2010 года, призёр первенств национального значения, участник летних Олимпийских игр в Токио.

## Биография
Давид Вробель родился 13 февраля 1991 года в Штутгарте.
Занимался лёгкой атлетикой в Магдебурге, проходил подготовку в местном одноимённом клубе SC Magdeburg. Был подопечным тренера Армина Лемме.
Впервые заявил о себе на международном уровне в сезоне 2010 года, когда вошёл в состав немецкой национальной сборной и выступил на юниорском мировом первенстве в Монктоне, где в зачёте метания диска стал девятым.
В 2013 году в той же дисциплине занял восьмое место на молодёжном европейском первенстве в Тампере (57,25).
В 2015 году был пятым на Всемирных военных играх в Мунгёне (60,02).
В 2019 году с результатом 63,87 выиграл серебряную медаль на чемпионате Германии в Берлине, уступив только своему одноклубнику Мартину Виригу. Принимал участие в чемпионате мира в Дохе — метнул здесь молот на 62,34 метра и в финал не вышел.
В мае 2021 года на домашних соревнованиях в Галле установил свой личный рекорд — 67,30 метра, тогда как на командном чемпионате Европы в Хожуве с результатом 61,52 стал в своей дисциплине третьим. Выполнив олимпийский квалификационный норматив (66,00), удостоился права защищать честь страны на летних Олимпийских играх в Токио — в программе метания диска на предварительном квалификационном этапе показал результат 60,38 метра, чего оказалось недостаточно для выхода в финал.